# Kay A. Orr
Kay A. Orr, född 2 januari 1939 i Burlington, Iowa, är en amerikansk republikansk politiker. Hon var Nebraskas guvernör 1987–1991. Orr var den första republikanska kvinnan som valdes till guvernör i USA.
Orr studerade vid University of Iowa och flyttade 1963 till Nebraska där hon blev en av delstatens mest framstående republikaner. Hon deltog i republikanernas konvent inför 1976, 1980, 1984 och 1988 års presidentval. Hon var Nebraskas finansminister (state treasurer) 1981–1987.
Orr efterträdde 1987 Bob Kerrey som Nebraskas guvernör och efterträddes 1991 av Ben Nelson. Orrs make Bill publicerade en kokbok, First Gentleman's Cookbook, medan hon var guvernör. Efter ett långt äktenskap avled han år 2013 78 år gammal.